# Jacob Gerritz. Loef

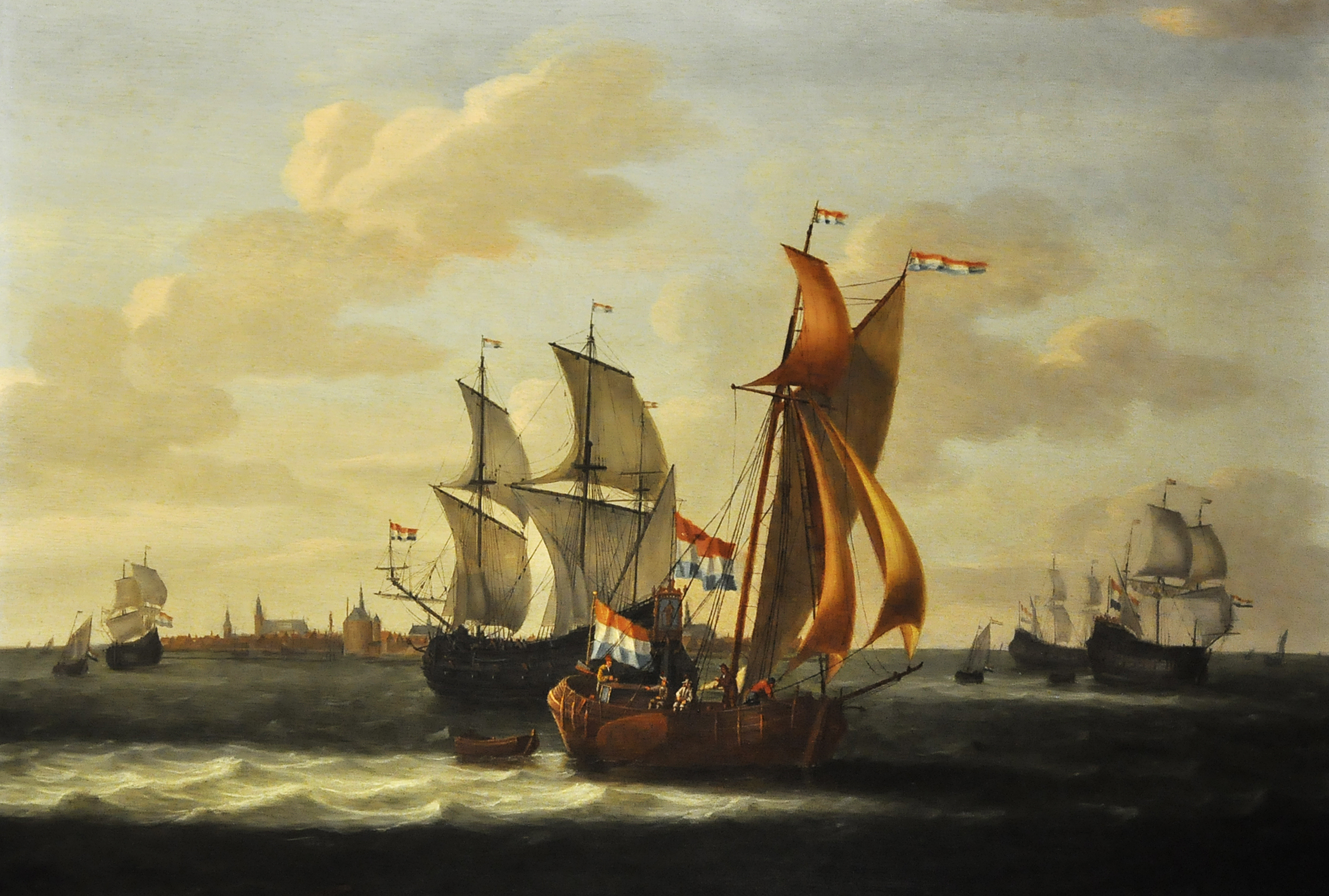
Jacob Gerritz. Loef - Scheepvaart voor Hoorn (1655) in het Westfries Museum

Jacob Gerritz. Loef (Enkhuizen, 1606 of 1607 - aldaar, na 1670) was een Noord-Nederlands kunstschilder. Hij schilderde een aantal marines. Hij werkte zowel in Enkhuizen als in het nabijgelegen Hoorn.